# Renato Dulbecco
Renato Dulbecco (22 Tháng 2 1914 - 19 tháng 2 2012), là một nhà virus học người Ý đã đoạt giải Nobel Sinh lý và Y khoa năm 1975 cho công trình nghiên cứu enzyme phiên mã ngược . Năm 1973 ông được thưởng giải Louisa Gross Horwitz của Đại học Columbia chung với Theodore Puck và Harry Eagle.

## Tiểu sử
Dulbecco sinh tại Catanzaro (miền nam Ý), mẹ là người vùng Calabria còn cha là người vùng Liguria. Ông tốt nghiệp trung học năm 16 tuổi, sau đó vào học ở Đại học Turin. Mặc dù rất quan tâm tới toán học và vật lý, nhưng ông lại quyết định học y học. Khi mới 22 tuổi, ông tốt nghiệp ngành giải phẫu bệnh học và bệnh lý học dưới sự kèm cặp của giáo sư Giuseppe Levi. Trong những năm này, ông đã gặp Salvador Luria và Rita Levi-Montalcini, những người bạn đã khuyến khích ông sang Hoa Kỳ sau này. Năm 1936 ông được gọi nhập ngũ với chức vụ sĩ quan quân y, đến năm 1938 thì giải ngũ. Năm 1940 Ý tham gia thế chiến thứ hai, Dulbecco lại bị gọi tái ngũ và gửi tới mặt trận ở Pháp và Nga, nơi ông bị thương. Sau thời gian nhập viện và sự sụp đổ của chế độ phát xít, ông theo phe kháng chiến chống lại quân Đức chiếm đóng.

## Sự nghiệp khoa học
Sau chiến tranh, ông lại bắt đầu làm việc ở phòng thí nghiệm của Rita Levi-Montalcini, nhưng sau đó ít lâu, ông cùng với Levi-Montalcini, đi sang Hoa Kỳ và nghiên cứu chung với Salvador Luria về các virus ăn khuẩn (bacteriophage) ở Bloomington, Indiana. Mùa hè năm 1949 ông gia nhập nhóm Max Delbrück ở Học viện Công nghệ California (Caltech). Tại đây ông bắt đầu nghiên cứu về các virus gây ung thư (oncovirus) nơi động vật. Cuối thập niên 1950, ông nhận kèm cặp sinh viên Howard Martin Temin, người cùng với David Baltimore đã chia sẻ giải Nobel Sinh lý và Y khoa năm 1975 với ông cho "các phát hiện của họ liên quan tới sự tương tác giữa các virus ung bướu và chất liệu di truyền của tế bào." Temin và Baltimore cùng khám phá ra enzym phiên mã ngược đồng thời và độc lập với nhau; mặc dù Dulbecco không tham gia trực tiếp vào các thí nghiệm của cả hai người, nhưng ông đã dạy cả hai người các phương pháp mà họ dùng trong khám phá này.
Suốt thời gian này, ông cũng làm việc với Marguerite Vogt. Năm 1962, ông chuyển tới làm việc ở Vìện nghiên cứu Sinh học Salk và từ năm 1972 làm việc ở "Quỹ nghiên cứu ung thư hoàng gia" (nay tên là Viện nghiên cứu London nghiên cứu Ung thư). Năm 1986 ông là một trong số các nhà khoa học đã phát động Dự án bản đồ gene người. Năm 1993 ông trở lại Ý, nơi ông hiện là chủ tịch Viện Công nghệ Y Sinh học (Institute of Biomedical Technologies) của C.N.R. (Hội đồng nghiên cứu quốc gia) tại Milano. Ông cũng vẫn chức giảng huấn của Viện nghiên cứu Sinh học Salk.

### Việc thưởng giải Nobel
Dulbecco và nhóm của ông đã chứng minh các tế bào bình thường bị nhiễm một vài loại virus (oncovirus) dẫn tới việc sáp nhập các gien dẫn xuất từ virus vào bộ gene tế bào chủ, và sự kiện này dẫn tới việc biến đổi của các tế bào này. Cũng được Temin và Baltimore chứng minh – hai người cùng được thưởng giải Nobel chung với Dulbecco - việc truyền các gien bị nhiễm virus vào tế bào là do trung gian bởi một enzym gọi là enzym phiên mã ngược (hay, chính xác hơn, RNA-phụ thuộc DNA polymerase), enzym này sao lại bộ gene virus (trong trường hợp này sao của RNA) đưa vào DNA, sau đó nó sáp nhập vào bộ gene chủ.
Các virus gây ung thư là nguyên nhân gây ra một số dạng ung thư của người. Việc nghiên cứu của Dulbecco cho một cơ sở để hiểu biết chính xác về các cơ chế của phân tử bởi đó mà chúng sinh sản, vì thế cho phép chúng ta đấu tranh tốt hơn để chống lại chúng. Hơn nữa, các cơ chế của carcinogenesis trung gian bởi các virus gây ung thư rất giống quá trình trong đó các tế bào bình thường bị thoái hóa trở thành các tế bào ung thư. Các phát hiện của Dulbecco đã cho phép chúng ta hiểu rõ hơn về bệnh ung thư để đấu tranh chống lại bệnh này.